# John Joseph Krol
John Joseph Krol, ameriški rimskokatoliški duhovnik, škof in kardinal, * 26. oktober 1910, Cleveland (Ohio), † 3. marec 1996.

## Življenjepis
20. februarja 1937 je prejel duhovniško posvečenje.
11. julija 1953 je bil imenovan za pomožnega škofa Clevelanda in za naslovnega škofa Cadija; 2. septembra istega leta je prejel škofovsko posvečenje.
11. februarja 1961 je bil imenovan za nadškofa Filadelfije; 22. marca istega leta je bil ustoličen.
26. junija 1967 je bil povzdignjen v kardinala in imenovan za kardinal-duhovnika S. Maria della Mercede e Sant'Adriano a Villa Albani.
11. februarja 1988 je odstopil z nadškofijskega mesta.